# Îles Maria

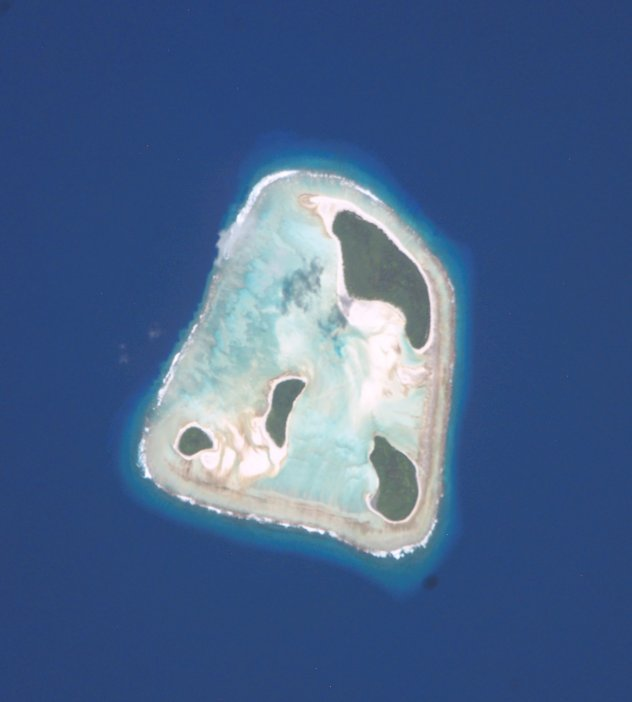
Satellietfoto

Îles Maria (ook wel Maria, Hull Island of Nororotu genoemd) is een atol, bestaande uit vier kleine eilanden, die deel uitmaken van de Australeilanden (Frans-Polynesië). De eilandjes zijn onbewoond, maar in het verleden was er een strafkolonie aanwezig. Het dichtstbijzijnde eiland is Rimatara, dat op 205 kilometer van het atol ligt.
Tubuai-eilanden:
Îles Maria ·
Raivavae ·
Rimatara ·
Rurutu ·
Tubuai
Bass-eilanden:
Marotiri ·
Rapa Iti